# Elezioni politiche suppletive in Italia del 1994
Le elezioni politiche suppletive italiane del 1994 sono le elezioni tenute in Italia nel corso del 1994 per eleggere deputati o senatori dei collegi uninominali rimasti vacanti. 

## Senato della Repubblica

### Collegio Toscana - 6
Le elezioni politiche suppletive nel collegio elettorale di Pistoia si sono tenute l'11 settembre 1994 per eleggere un senatore per il seggio lasciato vacante da Antonio Fischetti (PRC), deceduto il 14 giugno 1994. Il collegio è formato da 21 comuni: Abetone, Altopascio, Buggiano, Capannori, Chiesina Uzzanese, Cutigliano, Marliana, Massa e Cozzile, Monsummano Terme, Montecarlo, Montecatini Terme, Pescia, Pieve a Nievole, Pistoia, Piteglio, Ponte Buggianese, Porcari, Sambuca Pistoiese, San Marcello Pistoiese, Serravalle Pistoiese e Uzzano.
I candidati ufficiali furono Domenico Gallo, magistrato esponente del PRC sostenuto dai Progressisti, e Vito Panati, imprenditore sostenuto dal Polo delle Libertà; nessun candidato invece per la coalizione centrista del Patto per l'Italia: il popolare Giovanni Petruzzelli non riuscì infatti a raccogliere le firme necessarie. Gli esponenti del PPI si divisero quindi tra chi, come Sergio Mattarella, decide di appoggiare Gallo e chi, come Roberto Formigoni, Panati.
| Partito                            | Partito                                   | Candidato                          | Risultati 11 settembre 1994 | Risultati 11 settembre 1994 |
| Partito                            | Partito                                   | Candidato                          | Voti                        | %                           |
| ---------------------------------- | ----------------------------------------- | ---------------------------------- | --------------------------- | --------------------------- |
|                                    | Progressisti                              | Domenico Gallo                     | 74 394                      | 60,77                       |
|                                    | Libertà per la Toscana                    | Vito Panati                        | 48 020                      | 39,23                       |
|                                    |                                           |                                    |                             |                             |
| Iscritti                           | Iscritti                                  | Iscritti                           | 211 496                     | 100,00                      |
| ↳ Votanti (% su iscritti)          | ↳ Votanti (% su iscritti)                 | ↳ Votanti (% su iscritti)          | 130 859                     | 61,87                       |
| ↳ Voti validi (% su votanti)       | ↳ Voti validi (% su votanti)              | ↳ Voti validi (% su votanti)       | 122 414                     | 93,55                       |
| ↳ Schede non valide (% su votanti) | ↳ Schede non valide (% su votanti)        | ↳ Schede non valide (% su votanti) | 8 445                       | 6,45                        |
| ↳ Astenuti (% su iscritti)         | ↳ Astenuti (% su iscritti)                | ↳ Astenuti (% su iscritti)         | 80 637                      | 38,13                       |
|                                    |                                           |                                    |                             |                             |
|                                    | Esito: collegio confermato a Progressisti |                                    |                             |                             |

## Riepilogo
| Data         | Camera                  | Circoscrizione | Collegio    | Partito | Partito | Parlamentare uscente | Partito | Partito | Parlamentare eletto |
| ------------ | ----------------------- | -------------- | ----------- | ------- | ------- | -------------------- | ------- | ------- | ------------------- |
| 11 settembre | Senato della Repubblica | Toscana        | 6 (Pistoia) |         | PRC     | Antonio Fischetti    |         | PRC     | Domenico Gallo      |